# Dandruff
Dandruff (en español, caspa) es un disco de Ivor Cutler, que salió al mercado en 1974. Fue el primero de los tres discos que Ivor Cutler grabaría con Virgin Records a lo largo de los años 70. Cutler firmó su contrato con estos estudios tras su aparición en el disco Rock Bottom de Robert Wyatt, que fue lanzado unos meses antes por Virgin Records. La mayor parte de las canciones de este álbum son sencillos poemas o pequeñas historias, incluyendo siete poemas compuestos y recitados por Phyllis King, aunque también aparecen algunas piezas musicales, entre las que se encuentra "I Believe in Bugs", que se convirtió en una de las canciones más apreciadas entre las composiciones de Cutler. Este disco fue el primero en incluir episodios de Life in a Scotch Sitting Room, una serie de historias autobiográficas, que desembocaron en otro disco, Life in a Scotch Sitting Room, Vol. 2, grabado en 1978.

## Canciones
Todas las canciones son de Ivor Cutler, excepto las mencionadas.
Cara A
1. "Solo on Mbira (Bikembe) – 0:14
2. "Dad's Lapse" – 0:19
3. "I Worn My Elbows" – 2:06
4. "Hair Grips" (Phyllis King) – 0:13
5. "I Believe in Bugs" – 1:15
6. "Fremsley" – 3:13
7. "Goozeberries and Bilberries" – 1:01
8. "Time" (King) – 0:15
9. "I'm Walking to a Farm" – 2:27
10. "The Railway Sleepers" – 1:19
11. "Life in Scotch Sitting Room, Vol. 2 Ep. 1" – 2:54
12. "Three Sisters" – 0:42
13. "Baby Sits" – 2:07
14. "Not Big Enough" (King) – 0:07
15. "A Barrel of Nails" – 1:35

Cara B
1. "Men" (King) – 0:10
2. "Trouble Trouble" – 1:35
3. "I Love You" (King) – 0:09
4. "Vein Girl" – 0:31
5. "Five Wise Saws" – 0:43
6. "Life in a Scotch Sitting Room" – 3:08
7. "The Painful League" – 0:58
8. "Piano Tuner Song 2000 AD" – 1:17
9. "Self Knowledge" – 0:22
10. "An Old Oak Tree" – 1:11
11. "The Aimless Dawnrunner" – 2:15
12. "Face Like a Lemon" – 3:20
13. "A Bird" (King) – 0:34
14. "A Hole in My Toe" – 1:26
15. "My Mother Has Two Red Lips" – 0:19
16. "I Like Sitting" – 0:28
17. "The Forgetful Fowl" – 0:28
18. "If Everybody" – 0:08
19. "For Sixpence" – 0:43
20. "I Used to Lie in Bed" – 0:21
21. "If All the Cornflakes" – 0:31
22. "My Sock" – 0:27
23. "When I Entered" – 0:13
24. "Two Balls" – 0:15
25. "Miss Velvetlips" – 0:42
26. "Lean" – 0:32
27. "Fur Coats" – 0:35
28. "The Darkness" – 0:44
29. "A Beautiful Woman" – 0:19
30. "Making Tidy" (King) – 0:19